# 萩原裕雄
萩原 裕雄（はぎわら やすお、1947年 - ）は、歴史評論家。

## 来歴
群馬県出身。早稲田大学中退。国際戦略情報誌『New Messenger』の編集長などをへて文筆業。徳川時代を中心に歴史に関する読物を執筆する。

## 著書
- 『ナンバー2の時代 徳川300年をささえた12人の男』東京経済 1982
- 『家康を天下人にした二十人 徳川三百年の礎になった先兵と頭脳集団』日本文芸社 1983
  - 『家康を支えた頭脳集団 天下統一を成し遂げた最強・徳川軍団の英傑たち』にちぶん文庫
- 『かわら版徳川事件史』日本文芸社 舵輪ブックス 1983
- 『戦国時代のナンバー2』東京経済 1983
- 『人物日本史英雄その後それから 意外!案外!名将軍から大泥棒まで』広済堂ブックス 1984
- 『いま自費出版が面白い』マイブックチェーン21 1986
- 『独眼竜政宗の人間戦略』日本文芸社 1986
- 『徳川幕閣政談』マイブックチェーン21 1987
- 『江戸おどろきなるほど未来学』天山ブックス 1988
- 『江戸豪商100話』立風書房 1990
- 『江戸幕閣人物100話』立風書房 1992
- 『逆転・武田信玄 信長殲滅作戦』銀河出版 1993
- 『大江戸おもしろ事件史80 八百八町なるほど(珍)かわら版』日本文芸社 にちぶん文庫 1994
- 『今、読み解く重職心得箇条』アートブック本の森 2001
- 『米百俵・藩政改革の訓話集』アートブック本の森 2001
- 『人生仕切りなおし『禅宗要典』の魅力 必読『禅宗要典』の徹底解剖』アートブック本の森 2002
- 『『禅宗要典』で生きかた上手になる』アートブック本の森 コスモブックス 2003

### 共著
- 『玉峰山竜門寺史』吉田静邦共著 平野多聞撮影 和光出版 1989
- 『江戸検定手習帖「江戸」のいろは 商い編』萩原裕雄グループ編著 シーエイチシー 2006
- 『江戸検定手習帖「江戸」のいろは 浅草吉原編』萩原裕雄グループ編著 シーエイチシー 2006
- 『江戸検定手習帖「江戸」のいろは 家康編』萩原裕雄グループ編著 シーエイチシー 2006
- 『江戸検定手習帖「江戸」のいろは 大奥編』萩原裕雄グループ編著 シーエイチシー 2006
- 『江戸検定手習帖「江戸」のいろは 上級編』萩原裕雄グループ編著 シーエイチシー 2006
- 『江戸検定手習帖「江戸」のいろは 吉宗編』萩原裕雄グループ編著 シーエイチシー 2006
- 『江戸検定手習帖「江戸」のいろは 中級編』萩原裕雄グループ編著 シーエイチシー 2006
- 『江戸検定手習帖「江戸」のいろは 入門編』萩原裕雄グループ編著 シーエイチシー 2006
- 『江戸検定手習帖「江戸」のいろは 日本橋神田編』萩原裕雄グループ編著 シーエイチシー 2006
- 『江戸検定手習帖「江戸」のいろは 大事件編』萩原裕雄グループ編著 シーエイチシー 2006

## 注
1. ↑  『現代日本人名録』1987年